# José Daras
José Daras (* 28. Mai 1948 in Malonne) ist ein belgischer Politiker der Partei Ecolo. Als Gründungsmitglied von Ecolo war Daras von 1981 bis 2010 Parlamentarier (Abgeordnetenkammer und Senat) und von 1999 bis 2004 Vize-Ministerpräsident der Regierung der Wallonischen Region.

## Lebenslauf
José Daras ist studierter Geograf und verbrachte vor seinem Einstieg in die Politik zehn Jahre als Lehrer. Im Jahr 1980 war er an der Gründung der grünen Partei Ecolo beteiligt und vertrat diese von 1981 bis 1999 als Oppositionspolitiker in den verschiedenen Parlamenten des Landes. 
Als im Jahr 1999 die Grünen in der Wallonischen Region an der Regierung mit den Sozialisten (PS) und Liberalen (PRL) beteiligt wurden, erhielt Daras unter den Ministerpräsidenten Elio Di Rupo und Jean-Claude Van Cauwenberghe (beide PS) das Amt des Vize-Ministerpräsidenten und des Ministers für Transportwesen, Mobilität und Energie. Während seiner Ministerzeit konzentrierte er sich auf die Verbesserung der Mobilität von Leuten, die in dieser eingeschränkt sind, und auf die Einhaltung des 1997 abgeschlossenen Kyoto-Protokolls. Nach den Wahlen von 2004, bei denen Ecolo zahlreiche Stimmen verlor, verließ er die Mehrheit.
Danach gehörte Daras wieder dem Senat an, den er schließlich nach den Föderalwahlen von 2010 verließ. Zudem leitet er seit 2004 Etopia, das Studienzentrum von Ecolo. Während der Staatskrise von 2007 gehörte Daras zu den Staatsministern, die König Albert II. in Einzelgesprächen konsultierte. 

## Ehrungen
Daras ist Kommandeur des Leopoldsordens. Seit dem 30. Januar 1995 trägt er den Ehrentitel „Staatsminister“.

## Übersicht der politischen Ämter
- 1981 – 1991: Mitglied der Abgeordnetenkammer
- 1981 – 1999: Mitglied des Wallonischen Parlaments und des Parlaments der Französischen Gemeinschaft
- 1986 – 1989: Fraktionsvorsitzender von Ecolo-Agalev in der Abgeordnetenkammer
- 1991 – 2010: Senator (teilweise verhindert)
- 1992 – 1999: Fraktionsvorsitzender von Ecolo im wallonischen Parlament
- 1999 – 2004: Vize-Präsident der Regierung der Wallonischen Region, Minister für Transportwesen, Mobilität und Energie
- 2007 – 2010: Fraktionsvorsitzender von Ecolo im Senat